# Bettina Schweighofer
Bettina Schweighofer (* 1. Juni 1975 in Salzburg) ist eine ehemalige österreichische Grasskiläuferin. Sie wurde zweifache Europameisterin, gewann mehrere Medaillen bei Weltmeisterschaften und Juniorenweltmeisterschaften sowie vier österreichische Meistertitel.

## Karriere
Schweighofer begann schon früh mit dem Alpinen Skilauf und wurde im Alter von elf Jahren in den Salzburger Landeskader aufgenommen. Da die erhofften Resultate jedoch ausblieben, begann sie 1990 mit dem Grasskilauf. Noch im selben Jahr gewann sie bei der Juniorenweltmeisterschaft in Gutenstein die Bronzemedaille in der Kombination und in der Saison 1991 erreichte sie bereits den dritten Platz in der Gesamtwertung des Europacups. Bei der Junioren-WM 1992 gewann sie wieder eine Bronzemedaille, diesmal im Super-G. Bei ihrer ersten Europameisterschaft verpasste sie im selben Jahr zweimal nur knapp das Podest und wurde jeweils Vierte im Slalom und in der Kombination.
Bei der Weltmeisterschaft 1993 gewann die damals 18-jährige Salzburgerin hinter Ingrid Hirschhofer die Silbermedaille im Super-G. Im nächsten Jahr holte sie bei der Junioren-WM zweimal Silber im Slalom und in der Kombination sowie Bronze im Super-G. Bei der Europameisterschaft 1994 wurde sie, wieder hinter Hirschhofer, Zweite im Riesenslalom und ein Jahr später kam sie bei der Weltmeisterschaft auf Rang vier im Super-G. Im Jahr 1995 gewann Schweighofer den ersten von insgesamt vier österreichischen Meistertiteln.
Ihre größten Erfolge feierte Schweighofer bei der Europameisterschaft 1996 in Forni di Sopra. Sie siegte im Slalom und in der Kombination und wurde jeweils Zweite im Riesenslalom und im Super-G. Im nächsten Jahr verfehlte sie bei der Weltmeisterschaft 1997 in Müstair zweimal knapp die Medaillenränge und belegte in Slalom und Kombination den vierten Platz. In der Europacupsaison 1998 erreichte sie zum zweiten Mal den dritten Gesamtrang. Ihre letzte Medaille gewann Schweighofer bei der Weltmeisterschaft 1999 in Gaal, wo sie Zweite im Slalom wurde. In der Saison 2000 beendete die Salzburgerin im Alter von 25 Jahren wegen einer Schwangerschaft ihre Karriere.

## Erfolge

### Weltmeisterschaften
- Asiago 1993: 2. Super-G
- Kálnica 1995: 4. Super-G
- Müstair 1997: 4. Slalom, 4. Kombination
- Gaal 1999: 2. Slalom, 6. Riesenslalom

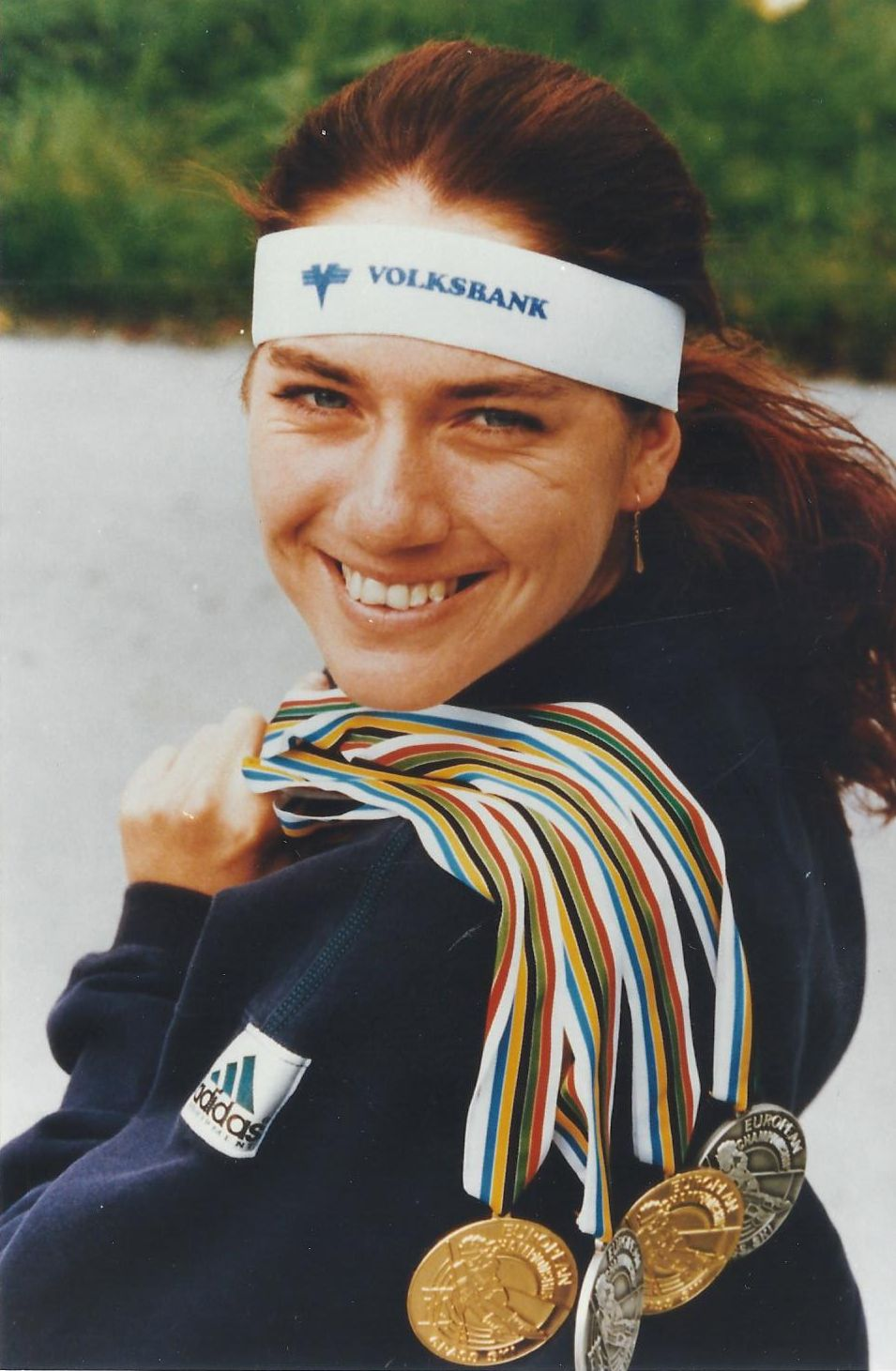

### Europameisterschaften
- Faistenau 1992: 4. Slalom, 4. Kombination
- Kálnica 1994: 2. Riesenslalom
- Forni di Sopra 1996: 1. Slalom, 1. Kombination, 2. Riesenslalom, 2. Super-G

### Juniorenweltmeisterschaften
- Gutenstein 1990: 3. Kombination
- Kálnica 1992: 3. Super-G
- Gaal 1994: 2. Slalom, 2. Kombination, 3. Super-G

### Europacup
- 3. Gesamtrang: 1991 und 1998
- 4. Gesamtrang: 1995

### Österreichische Meisterschaften
- Schweighofer wurde vierfache Österreichische Meisterin: 1× Slalom (1999), 2× Riesenslalom (1998 und 1999), 1× Super-G (1995)